# Нема (Кировская область)
Не́ма (родств. фин. niemi «мыс») — посёлок городского типа в Кировской области России, административный центр Немского муниципального округа

## История
В 1710 году возникла деревня на месте нынешней ул. Заречной, построена часовня.
Согласно легенде на высоком берегу реки появилась икона Божией Матери, исчезнувшая из часовни. После возвращения она вновь оказалась на берегу. Решено было построить церковь. Деревянный храм поставлен в 1720 году по храмозданной грамоте. Разобрана после 1776 года, строительство новой закончено в 1774 году. Введенская церковь, каменная, построена в 1813—1822 годах, в 1842—1883 годах разобрана и построена вновь. Приход состоял из 53 селений. В селе были волостное правление, земский начальник, два стражника, урядник, писарь.
В 1917 году церковно-приходская школа (1846) передана земству и объединена с земской (1896).
Власть советов установлена в Неме в феврале 1918 г. Председателем волисполкома стал Я. И. Назаров, при его участии открылась библиотека и народный дом.
В 1921 году Немская школа стала семилетней, с 1935 года — средней. Директором была Е. А. Родыгина, первая в районе награждённая орденом Ленина, заслуженный учитель России.
Статус посёлка городского типа — с 1981 года.
С 1 января 2006 года согласно Закону Кировской области от 07.12.2004 № 284-ЗО посёлок Административный центр Немского муниципального округа.

## Население
| 1970  | 1979  | 1989  | 2002  | 2009  | 2010  |
| ----- | ----- | ----- | ----- | ----- | ----- |
| 2224  | ↗3524 | ↗4141 | ↘3916 | ↘3721 | ↘3650 |
| 2012  | 2013  | 2014  | 2015  | 2016  | 2017  |
| ↘3616 | ↘3565 | ↘3525 | ↗3528 | ↘3491 | ↘3450 |
| 2018  | 2019  | 2020  | 2021  |       |       |
| ↘3390 | ↘3336 | ↘3260 | ↘3057 |       |       |